# The Connection
| Críticas profissionais | Críticas profissionais |
| Avaliações da crítica  | Avaliações da crítica  |
| Fonte                  | Avaliação              |
| ---------------------- | ---------------------- |
| allmusic               | link                   |
| musicOMH               | link                   |

The Connection é o sétimo álbum  de estúdio da banda estadunidense de rock Papa Roach.
O álbum tem previsão de lançamento para o dia 2 de outubro de 2012 pelo gravadora Eleven Seven Music. O primeiro Single "Still Swingin" foi lançado no dia 24 de julho de 2012, Jacoby Shaddix descreveu o álbum como uma "redescoberta dos elementos básicos do Papa Roach".

## Faixas
1. "Engage" — 0:51
2. "Still Swingin'" — 3:24
3. "Where Did the Angels Go?" — 3:10
4. "Silence is the Enemy" — 2:53
5. "Before I Die" — 4:25
6. "Wish You Never Met Me" — 4:05
7. "Give Me Back My Life" — 3:58
8. "Breathe You In" — 3:07
9. "Leader of the Broken Hearts" — 4:12
10. "Not That Beautiful" (com Shahnaz) — 3:18
11. "Walking Dead" — 3:18
12. "Won't Let Up" — 4:00
13. "As Far as I Remember" — 3:42